# ハイナン農業協同組合
ハイナン農業協同組合（はいなんのうぎょうきょうどうくみあい）は、静岡県牧之原市に本店を置き、榛南地区を管轄区域とする農業協同組合。

## 管轄地域
- 牧之原市（旧相良町・榛原町）
- 御前崎市（旧御前崎町）
- 榛原郡吉田町

## 事業内容
- 営農経済事業
- 茶加工事業
- 金融事業
- 共済事業

## 管内の主な産物
- 茶
- レタス
- ダイコン
- メロン
- イチゴ
- ミカン
- カスミソウ
- ガーベラ
- トルコギキョウ
- ユリ